# 郭永 (宋朝)
郭永（1076年—1128年），字谨思，一字慎思，北宋大名府元城（今河北省大名县东）人。
郭永为人刚明勇决，博古通今，藏书万卷，仰慕颜真卿为人。以祖父的恩荫担任为丹州司法参军，多次引用法律裁治不法之州守。知大谷县，府衙命诸县聚敛，郭永拒绝。转任河北西路提举常平，升为河北东路提点刑狱。金国大军南下，宗泽守京师开封府，郭永以大名府地当冲要，加强战备，联合东平府权邦彦为援，震动河朔，沦陷州县都响应宋军。宋高宗建炎二年，宗泽去世，杜充守京师。金兵攻大名府，郭永率军苦守。张益谦等率众迎降，城陷，郭永拒诱降，怒骂不绝，全家遇害。绍兴初年，南宋朝廷赠中大夫、资政殿学士，谥勇节。